# Caratacua
Caratacua är en ort i Mexiko.   Den ligger i kommunen Coeneo och delstaten Michoacán de Ocampo, i den södra delen av landet, 270 km väster om huvudstaden Mexico City. Caratacua ligger 2 076 meter över havet och antalet invånare är 113.
Terrängen runt Caratacua är kuperad söderut, men norrut är den platt. Runt Caratacua är det ganska tätbefolkat, med 75 invånare per kvadratkilometer. Närmaste större samhälle är Zacapú, 9,7 km nordväst om Caratacua. I omgivningarna runt Caratacua växer huvudsakligen savannskog.